# Joana Oliveira
Joana Borges de Oliveira (Lisboa, 1988) é uma jovem actriz portuguesa. Começou por fazer parte do coro infantil " Jovens Cantores de Lisboa" para ingressar no grupo musical " OndaChoc". Participou em programas como "Super Buéréré" e "Zip Zap" (SIC) " Mega Zip e ClubZip" (RTP1). Apresentou o programa juvenil "Dá-lhe Gás" (SIC). Interpretou a personagem Clara Vilar em "Fala-me de Amor" (2006) e Vanda em Chiquititas (2007). Participou em algumas campanhas publicitárias e apresentou o MyGames, na SIC Radical.
Fez parte do elenco da série Lua Vermelha (2010) da SIC. Atualmente frequenta o mestrado na Universidade Nova de Lisboa.